# Ulrik Balling
Ulrik Balling (11 giugno 1975) è un ex calciatore danese, di ruolo attaccante.

## Carriera

### Club
Balling cominciò la carriera, a livello giovanile, con la maglia dello Slagelse. Passò poi al Næstved e, successivamente, ai norvegesi del Tromsø. Debuttò nella Tippeligaen in data 13 luglio 1997, subentrando a Frode Fermann nel pareggio per 1-1 contro il Rosenborg. Tornò poi in patria per vestire la maglia dello Aarhus Fremad e del Vejle. Giocò per il Vejle dal 1999 al 2008, fatta eccezione per due esperienze in prestito allo NSÍ Runavík e allo Aarhus Fremad. Tornò poi al Næstved e, nel 2010, firmò per il Vestsjælland.

### Nazionale
Conta 2 presenze e una rete per la Danimarca under 21. Esordì il 21 maggio 1997, sostituendo Peter Graulund nella vittoria per 3-1 sulla Norvegia under 21.